# النهاس بن قهم
النهاس بن قهم القيسي أبو الخطاب البصري من تبع التابعين، وراوي حديث نبوي من الضعفاء.

## روايته للحديث النبوي
- روى عن: أنس بن سيرين، أنس بن مالك، شداد أبي عمار، عبد الله بن عبيد بن عمير، عصمة بن أبي حكيمة، عطاء بن أبي رباح، القاسم بن عوف الشيباني، قتادة بن دعامة.
- روى عنه: إبراهيم بن أدهم، جسر بن فرقد، حماد بن أسامة، حماد بن عيسى الجهني، الربيع بن بدر السعدي، زكريا بن ميسرة، الضحاك بن مخلد، أبو معاوية عبد الرحمن بن قيس الزعفراني، عثمان بن عمر بن فارس، علي بن عاصم الواسطي، علي بن واقد، محمد بن عبد الله الأنصاري، محمد بن أبي عدي، مسعود بن واصل، معاذ بن معاذ العنبري، النضر بن شميل، وكيع بن الجراح، يزيد بن زريع، يوسف بن يعقوب.[1]
- الجرح والتعديل: قال يحيى بن سعيد القطان: «كان يروي عن عطاء، عن ابن عباس أشياء منكرة»، وقال أحمد بن حنبل: «النهاس بن قهم قاصٍ، وكان يحيى بن سعيد يضعف حديثه»، وقال أبو حاتم الرازي: «النهاس بن قهم ليس بشئ». وقال أبو داود: «ليس بالقوي، تكلم فيه ابن عدي». وضعّفه النسائي وقال أبو أحمد بن عدي : «وأحاديثه مما يتفرد به عن الثقات ولا يتابع عليه». وقال ابن حبان : «كان يروى المناكير عن المشاهير ويخالف الثقات، لا يجوز الاحتجاج به»، وقال الدارقطني: «مضطرب الحديث». روى له محمد بن إسماعيل البخاري في الأدب المفرد، وأبو داود، والترمذي، وابن ماجه.[1]